# Nibe Posthus
Nibe Posthus eller Nibe Distributionscenter var indtil 30. september 2015 et postdistributionscenter på Østerlandsvej i Nibe. Alt postomdeling i  9240 Nibe foregik med udgangspunkt fra Nibe Distributionscenter, men nu bliver den udelt fra fra Aars Posthus.
Distributionsbygningen var før 2010 hjemsted for S. E. Christensens Maskinværksted. Den seneste distributionsbygning har aldrig været et posthus. Nibes posthus lagde på Strandgade.
I løbet af 2015 lukkes Nibe Distribution og alt postomdeling vil herefter blive udsendt fra Aars Posthus.
Den 12. januar 2010 flyttede Nibe Distributionscenter fra det lukkede Nibe Posthus på Strandgade til Østerlandsvej i Nibe. Det skete på grund af at Aalborg Kommune havde planlagt nye aktiviteter på grunden.
Den 16. august 2004 lukkede postekspeditionen i posthuset på Stransgade, og personalet blev virksomhedsoverdraget til en nyindrettet postbutik i Super Best, på Toften. Det skyldtes flere års fald i posthusets omsætning.